# 耶米·阿拉德

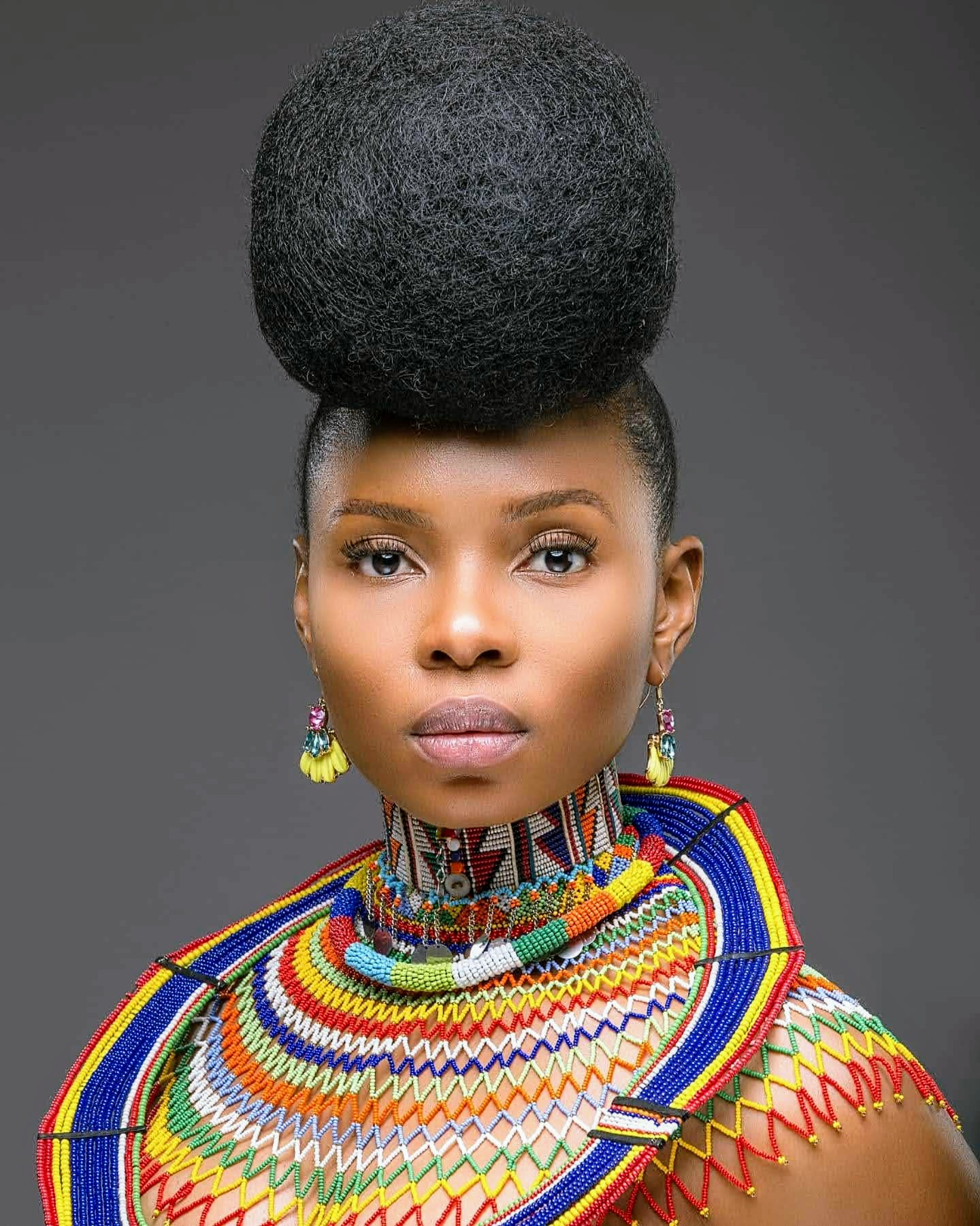
耶米·阿拉德

耶米·埃贝雷奇·阿拉德 (Yemi Eberechi Alade，1989年3月13日—)是一名尼日利亚歌手、词曲作者、演员和活动家。她用英语、伊博語、尼日利亚皮钦语、约鲁巴语、法语、斯瓦希里语和葡萄牙語唱歌。 2015年，阿拉德成为第一位获得MTV歐洲音樂大獎提名的非洲女性。 耶米·阿拉德有一支音樂影片在YouTube上的觀看次數突破1億，她也是第二位達成此成就的奈及利亞歌手。